# Павел Старозагорски
Павел е български духовник, старозагорски митрополит на Българската екзархия от 1923 до 1940 година.

## Биография
Роден е на 5 март 1882 година в Самоков, България, със светското име Петър Попконстантинов. Първоначално образование получава в родния си град, а гимназиално — в Русе. През 1897 г. постъпва в Самоковското богословско училище, което завършва в 1902 г. Заминава за Русия, където следва в Таврическата духовна семинария, а през 1907 г. завършва Санктпетербургската духовна академия с научна степен „кандидат на богословието“.
На 6 декември 1907 г. митрополит Антим Търновски го подстригва в монашество под името Павел, а на 20 юни 1908 г. митрополит Василий Доростолски и Червенски го ръкополага в сан йеромонах. Назначен е от Светия синод на Екзархията за учител-възпитател в Софийската духовна семинария „Свети Йоан Рилски“, а поради голямата му начетеност е назначен за протосингел на Пловдивската митрополия, където служи осем години и усвоява църковната администрация.
На 26 декември 1913 г. митрополит Максим Пловдивски го въвежда в архимандритски чин. На 14 декември 1917 година Светият синод назначава архимандрит Павел за ректор на Софийската духовна семинария, която той ръководи шест учебни години.
На 27 март 1921 година е възведен в епископски сан с титул драговитийски.
На 23 март 1923 г. Светият синод го утвърждава за старозагорски митрополит. Той е сред най-високообразованите екзархийски архиереи и е блестящ администратор.
Като член на намаления състав на Светия синод, на 31 октомври 1930 година заедно с други архиереи, Павел благославя брака на цар Борис III и Йоанна Савойска в катедралния храм „Свети Александър Невски“.
Митрополит Павел Старозагорски умира в Стара Загора на 5 октомври 1940 година.
Оставя в наследство много написани от него и преведени книги, както и дневниците си, в които отразява лични виждания за историческите събития, на които става съвременник.